# Coniogramme pilosa
Coniogramme pilosa är en kantbräkenväxtart som först beskrevs av Brackenr., och fick sitt nu gällande namn av Georg Hans Emmo Wolfgang Hieronymus. Coniogramme pilosa ingår i släktet Coniogramme och familjen Pteridaceae. Inga underarter finns listade.

## Bildgalleri

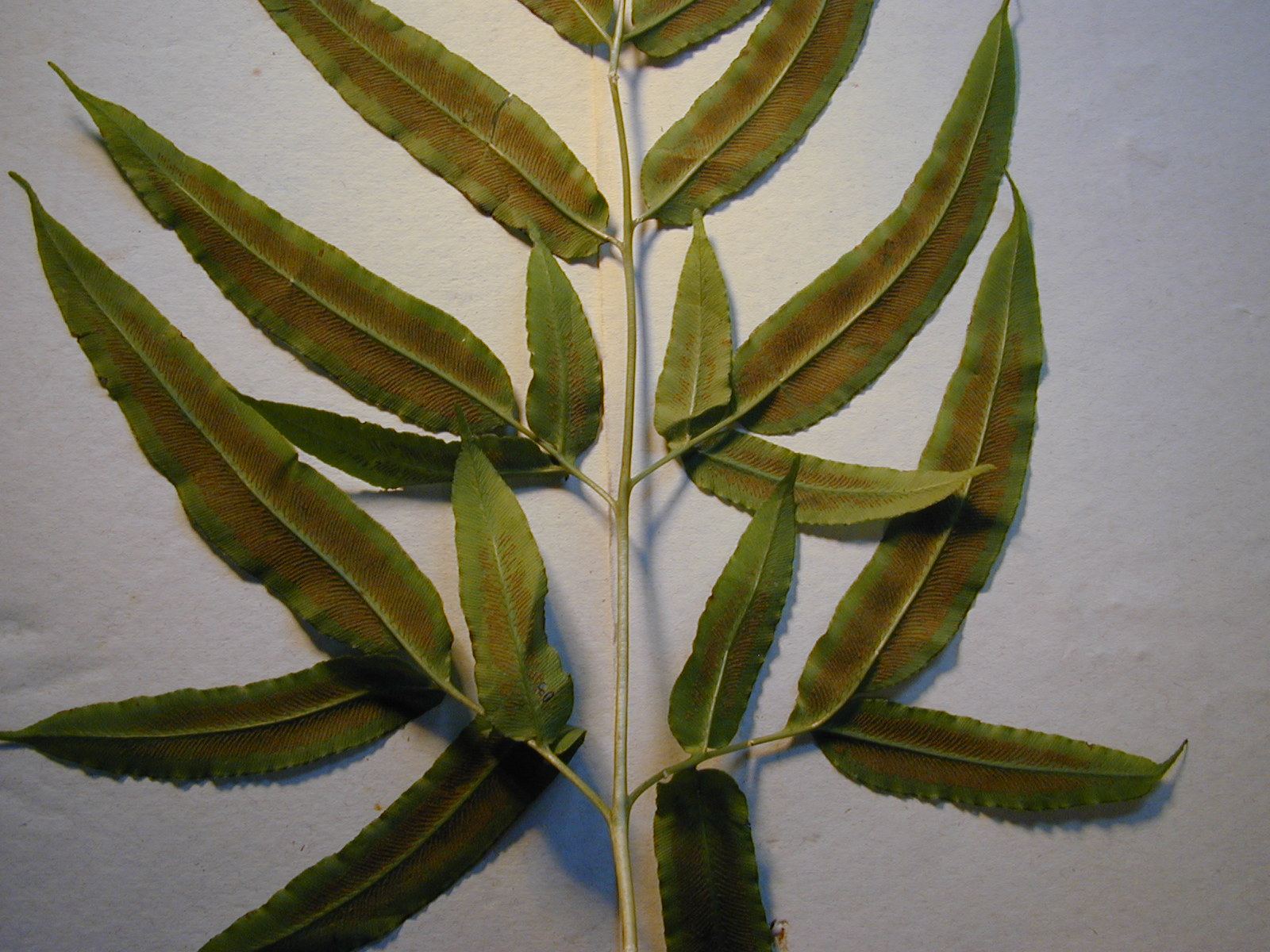
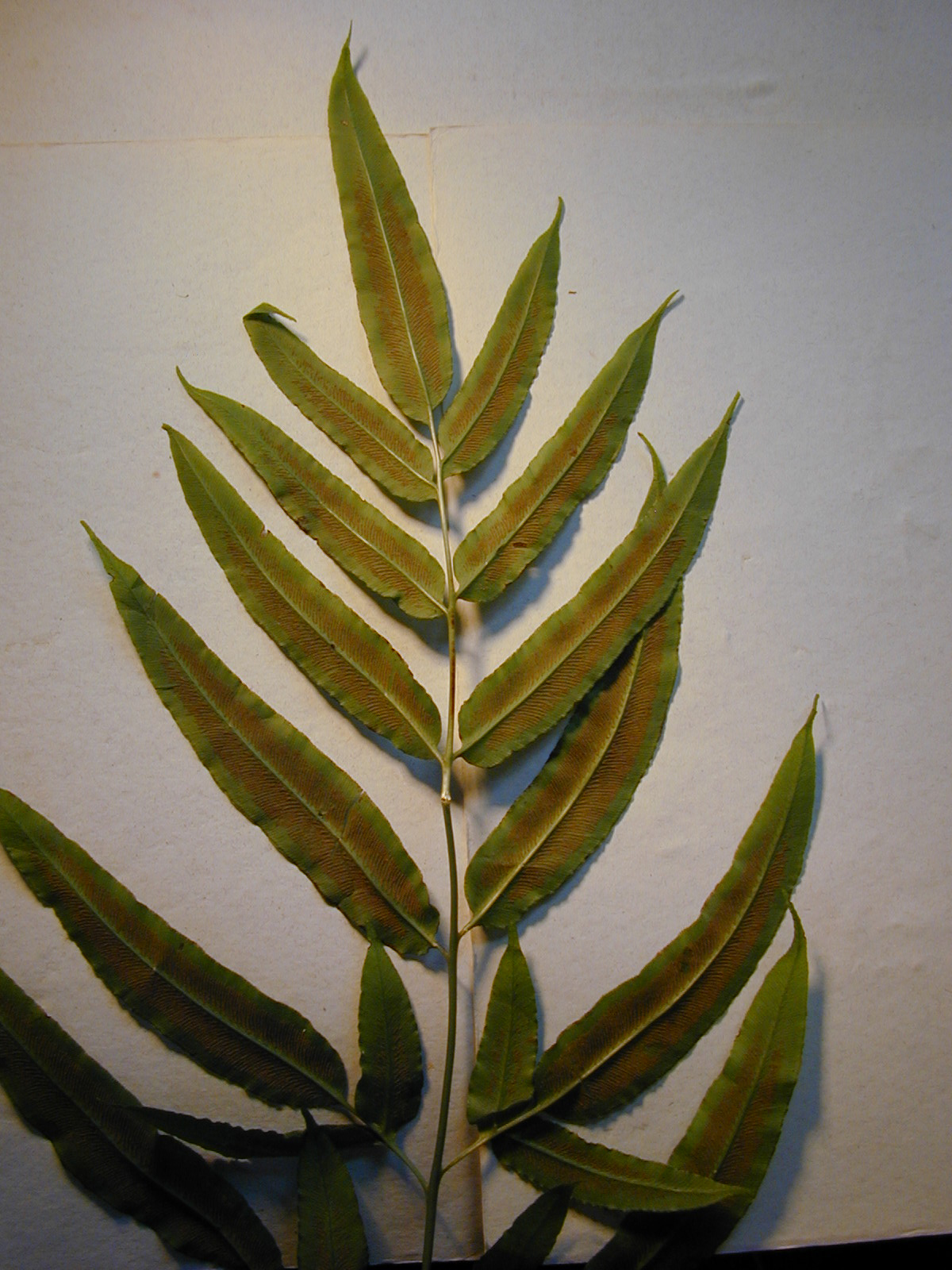
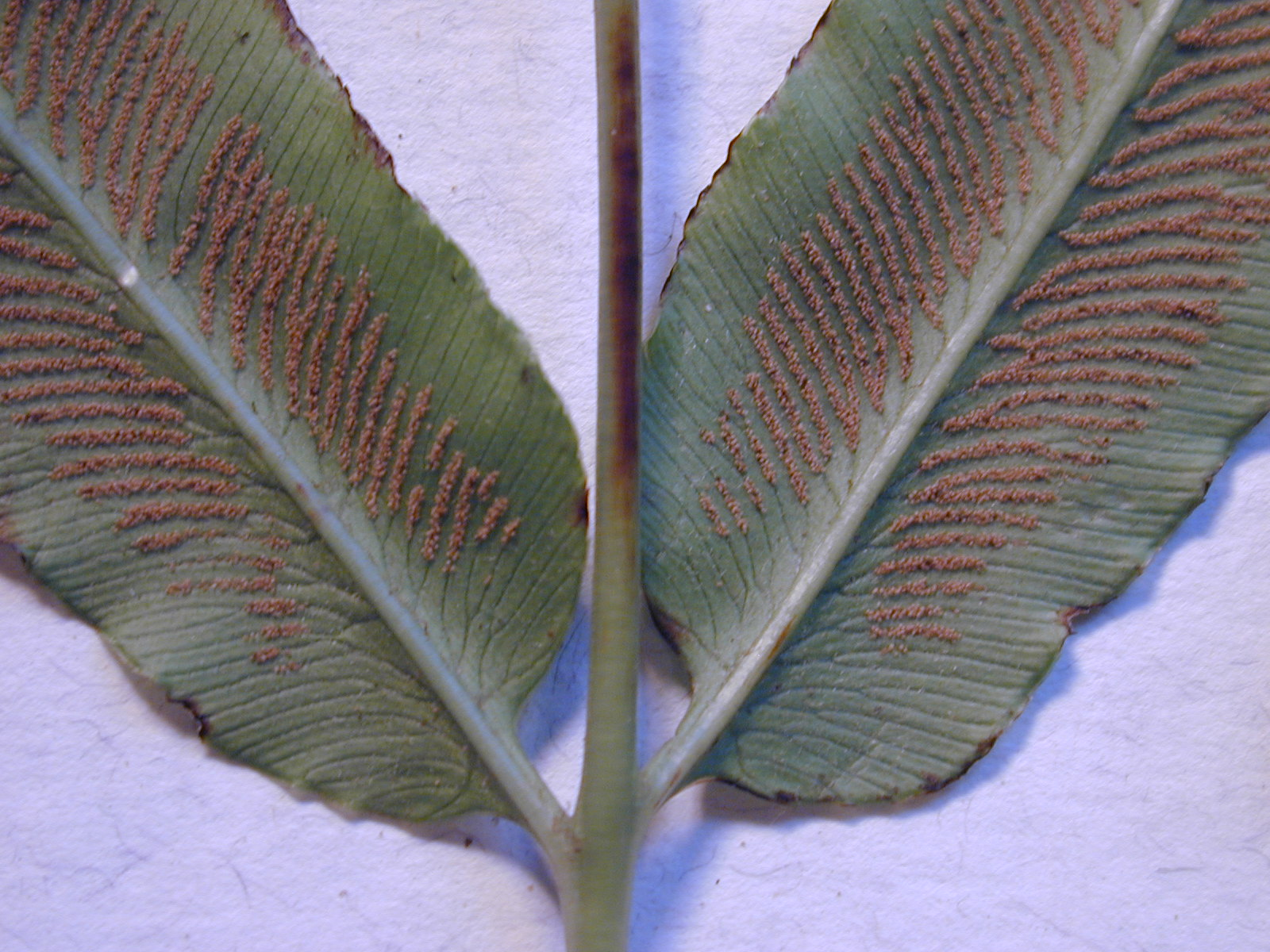
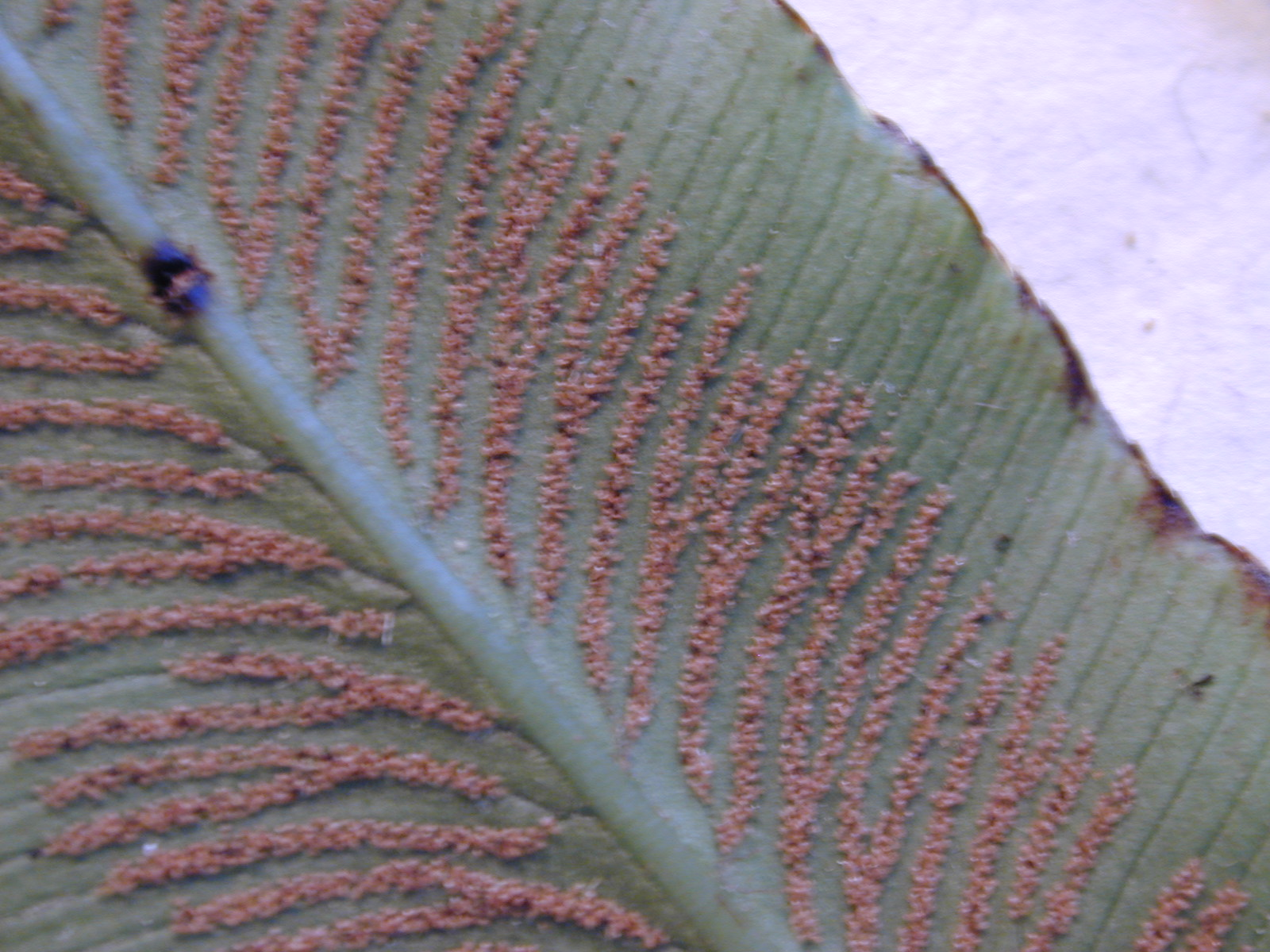
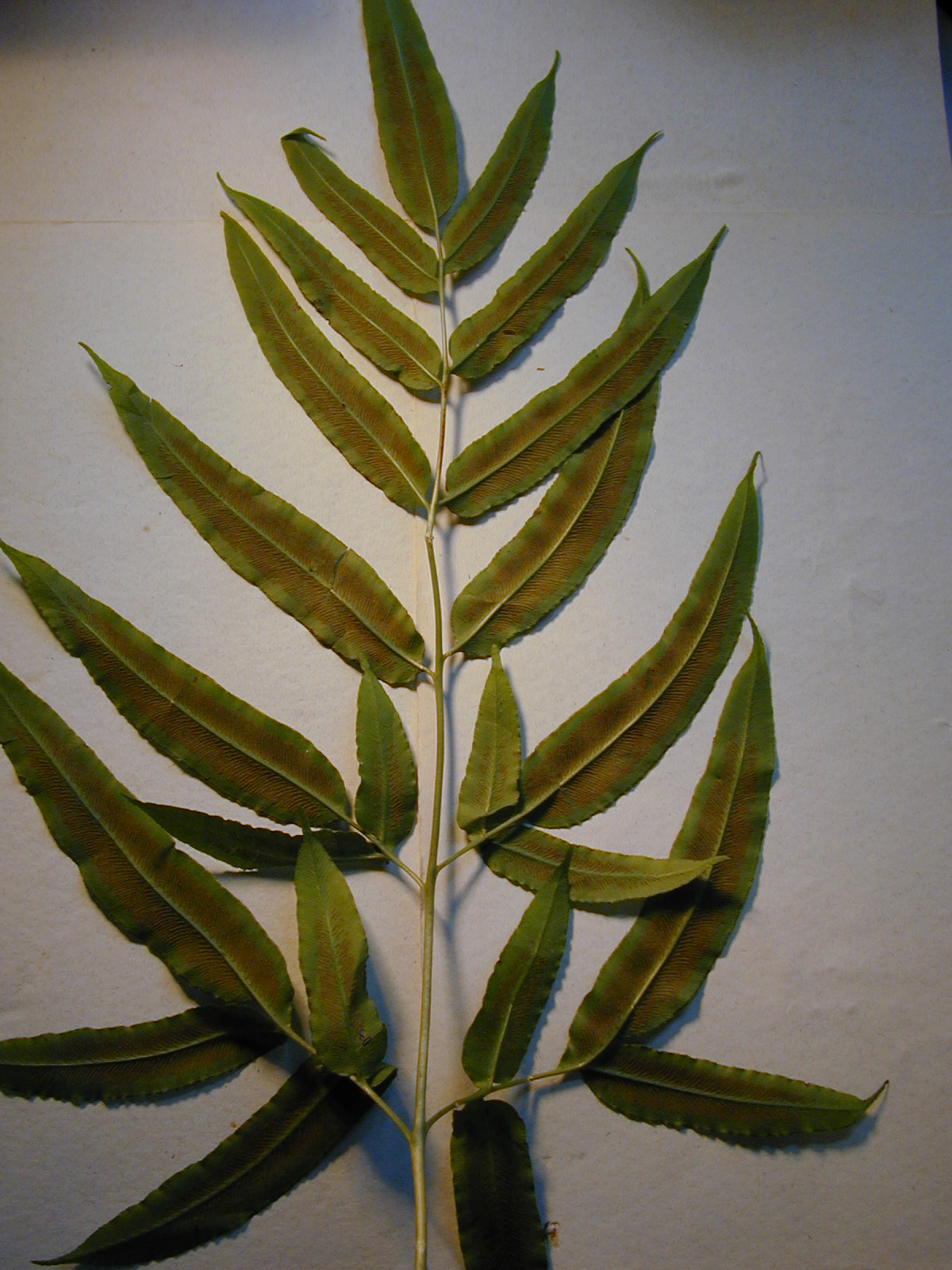
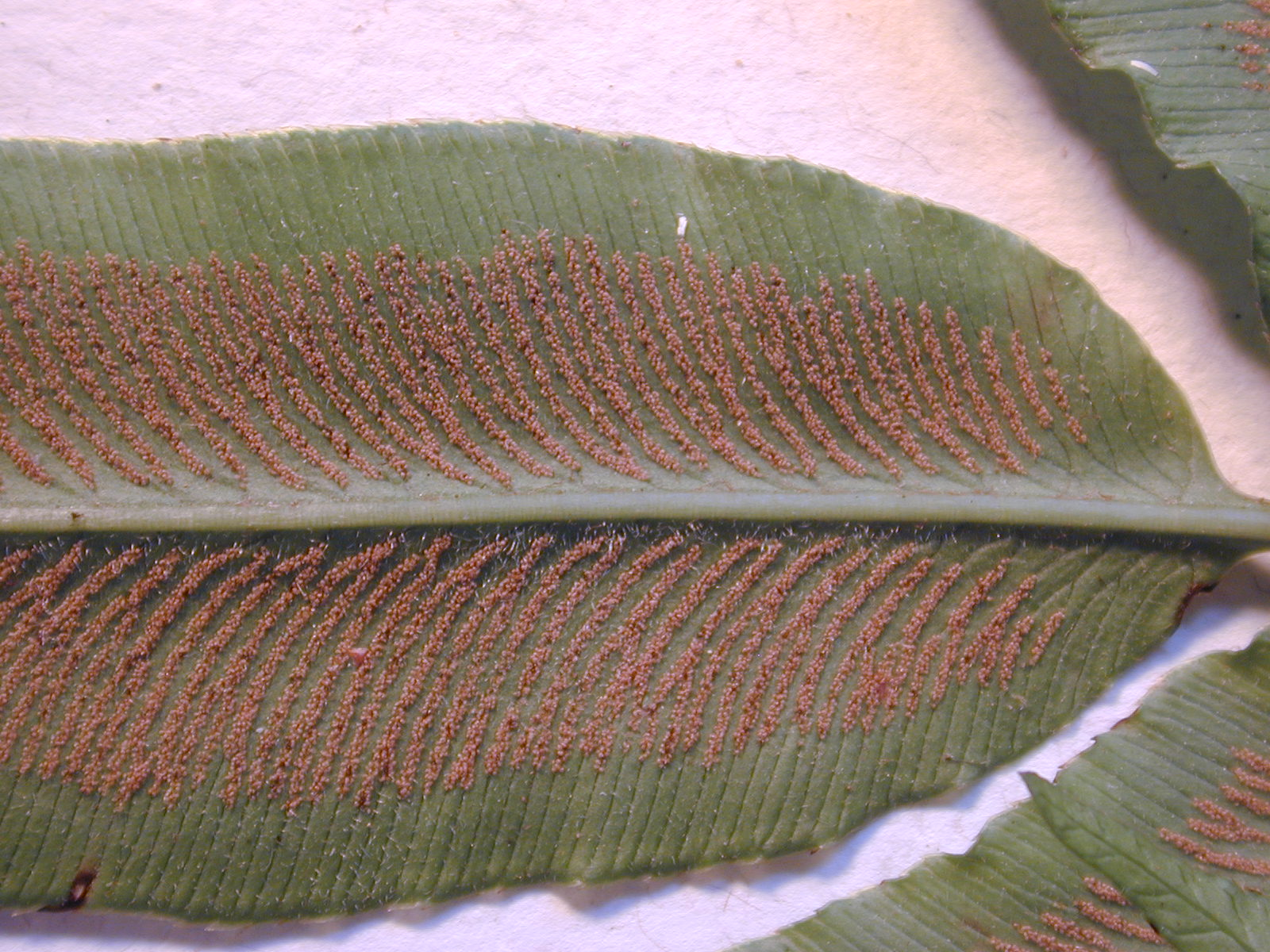